# Chrysosplenium macrostemon
Chrysosplenium macrostemon là một loài thực vật có hoa trong họ Saxifragaceae. Loài này được Maxim. ex Franch. & Sav. miêu tả khoa học đầu tiên năm 1878.